# 데오로
데오로(Deorro, 1991년 8월 30일 ~ )는 멕시코의 음악 프로듀서, DJ, 작곡가이다. 대표곡은 크리스 브라운과 함께 작업한 "Five Hours"이다.